# Zoran Lutovac
Zoran Lutovac (en serbio: Зоран Лутовац; Belgrado, 7 de agosto de 1964) es un político serbio, presidente del Partido Democrático y ex diplomático. Fue embajador de Serbia en Montenegro entre 2008 y 2013.